# Piroblatta bouvieri
Piroblatta bouvieri är en kackerlacksart som först beskrevs av Robert Walter Campbell Shelford 1906.  Piroblatta bouvieri ingår i släktet Piroblatta och familjen småkackerlackor.
Artens utbredningsområde är Madagaskar. Inga underarter finns listade i Catalogue of Life.